# Droit marshallais
Le droit marshallais est le droit appliqué aux îles Marshall. Le système légal marshallais se base principalement sur la common law telle qu'elle existe aux États-Unis, les îles Marshall ayant été sous leur tutelle jusqu'au 21 octobre 1986.

## Sources du droit

### Constitution
La Constitution des Îles Marshall est, selon ses propres termes, la loi suprême du pays. Selon les articles 1(2) et 2, tout acte législatif ou exécutif ainsi que toute décision juridictionnelle ou gouvernementale adopté après l’entrée en vigueur de la Constitution doit être déclaré nulle s'il est contraire à celle-ci.

## Sources

## Compléments